# Agelasta birmanica
Agelasta birmanica es una especie de escarabajo longicornio del género Agelasta, categorizada en la tribu Mesosini, de la subfamilia Lamiinae. Fue descrita por Breuning en 1935.

## Descripción
Mide 16-22 mm de longitud.

## Distribución
Se distribuye por China, Laos, Birmania y Vietnam.